# Traversata Vostok
La traversata Vostok è un percorso di circa 3.000 km attraverso l'Antartide compiuto in quattro mesi da sei membri dell'ANARE, il programma di spedizioni di ricerca antartica australiane nel 1962.
Per la spedizione furono utilizzati due cingolati leggeri colorati in rosso M29 Weasel costruiti nel 1943 e risalenti alla seconda guerra mondiale e due trattori Caterpillar D4 risalenti al 1950.

## Il tragitto
I sei uomini della spedizione australiana partirono dalla base Wilkes sulla costa il 17 settembre 1962, dirigendosi verso la base Vostok, una stazione di ricerca russa situata in uno dei punti più interni dell'Antartide. La maggior parte del viaggio si svolse attraverso territori mai precedentemente esplorati. I cingolati M29 riuscivano a percorrere due miglia con un gallone di carburante, mentre i trattori percorrevano un solo miglio con un gallone; il consumo elevato costrinse il gruppo a richiedere alla base americana della Stazione McMurdo  di fargli paracadutare un quantitativo aggiuntivo di carburante.
Per trovare la rotta attraverso un panorama uniforme e senza riferimenti, il veicolo di testa era dotato di una bussola sospesa di fronte al veicolo. La bussola era alloggiata in un telaio di alluminio, in modo da evitare che l'acciaio del cingolato coprisse del tutto il già debole campo magnetico naturale in prossimità del Polo Sud. Il veicolo di testa disponeva di due specchi obliqui posti di fronte al guidatore e rivolti uno verso l'alto e l'altro in basso e indietro. I veicoli che seguivano dovevano tenere di mira gli altri veicoli e i paletti di bamboo piantati ogni circa 4 chilometri. Si trovò che in questo modo il convoglio riusciva a procedere in linea retta.
Quando il gruppo arrivò alla base il 18 novembre 1962, scoprì che i russi avevano evacuato la stazione 12 mesi prima e lo avevano fatto talmente in fretta che avevano lasciato delle bistecche mezze cotte sul forno. Dopo aver acceso i generatori di corrente, poterono scongelare il cibo avanzato e completare la cottura, mangiando così il primo graditissimo cibo caldo dopo mesi.
Dopo una settimana di permanenza, il 25 novembre il gruppo australiano iniziò il viaggio di ritorno che si concluse il successivo 14 gennaio.
La traversata Vostok viene tuttora considerata come una delle traversate storiche compiute dagli australiani.